# 式場の微笑
『式場の微笑』（しきじょうのびしょう）は、松本清張の短編小説。『オール讀物』1975年9月号に掲載され、1977年9月に中短編集『馬を売る女』収録の1作として、文藝春秋より刊行された。
1975年にテレビドラマ化されている。

## あらすじ
資格マニアの杉子は、英語・珠算など様々な資格を取得していた。和服の着付も勉強し、あと少しで上位資格が取れそうになっていたが、他方、結婚からは縁遠くなっていた。同級生の浜井祥一郎から、結婚披露宴の案内状を受けた杉子は、宴席に集まる女性の和服姿が自分の参考になるかと考え、披露宴に足を運ぶ。
ロビーで談笑する人々を観察していた杉子は、ふいに40歳前後の中年男と視線が合った。その男は一瞬ためらいを見せたが、すぐに目尻に皺を寄せて微笑した。杉子はその男の微笑の意味がわからず、落ち着かない気持ちになる。やがて新郎新婦が現れ、招待客に会釈していたが、新婦・真佐子と杉子の眼が合ったとき、真佐子の眼が急に大きく拡がり、ショックを受けたように杉子を凝視した。杉子の記憶が甦った。
一昨年の暮れ、着付教室でアルバイトの話が来た。成人式の日に、振袖の着付をするため、「旅館」へ出張してほしいというのだが…。

## エピソード
- 著者は「料亭「胡蝶」で聞いた話」として、本作の手控えのメモを以下のように記している。「和服の着付教室の生徒が、成人式の日にアルバイトとしてラブ・ホテルに出張する。アベックの娘は自分では和服晴着の着つけができないので、帰るときに人に着せてもらい帯をもと通りに結んでもらう。ホテル側が着付教室へ依頼する（着付教室は呉服屋主催によるものが多い）」と記している[1]。

## テレビドラマ
1975年11月16日、TBS系列の「東芝日曜劇場」枠（21:00-21:55）にて放映。視聴率20.4％（ビデオリサーチ調べ、関東地区）。
キャスト
- 十朱幸代
- 風見章子
- 山本學
- 渡辺文雄
- 佐藤耀子
- 森本レオ
- 木内みどり
- 大森暁美
- 寺島伸枝
- 福田真知子
- 久松保夫
- 伊藤正次
- 松野邦夫
- 坂上千恵子

スタッフ
- 脚本：砂田量爾
- プロデューサー：石井ふく子
- 監督：坂崎彰
- 制作：TBS

| TBS系列 東芝日曜劇場                      | TBS系列 東芝日曜劇場      | TBS系列 東芝日曜劇場                     |
| 前番組                                    | 番組名                    | 次番組                                   |
| ----------------------------------------- | ------------------------- | ---------------------------------------- |
| 十一月の恋 (脚本：松山善三) （1975.11.9） | 式場の微笑 （1975.11.16） | ながれ藻 (脚本：新藤兼人) （1975.11.23） |